# Oratorio del Santissimo Nome di Dio (Tramonti)
L'Oratorio del Santissimo Nome di Dio è una cappella ubicata accanto alla chiesa parrocchiale di San Giovanni Battista nella frazione di Campinola nel Comune di Tramonti.

## Storia
La costruzione della cappella iniziò nel 1632 per volontà della famiglia Vicedomini, per dare una sede alla confraternita omonima.
Nel 1785 fu interessata da lavori di restauro, come testimonia la lapide posta nella chiesa di San Giovanni Battista.
Nel 1898  fu realizzato l'altare maggiore.
Durante il XX secolo la confraternita si estinse e la cappella divenne proprietà della parrocchia vicina.